# 개성공단 종합지원센터
개성공단 종합지원센터(영어: Kaesong Industrial Complex Support Center)는 조선민주주의인민공화국 개성시 개성공업지구에 위치하고 있다. 2007년 8월 31일에 착공하여 2009년 12월 18일에 준공하였고 2010년에 개장하였다. 이 빌딩의 특징은 RC구조고 금호건설이 건설했다. 현재 개성시에서 가장 높은 오피스 빌딩이다.

## 갤러리

## 역사
2007년 8월 31일 금호건설이 개성공업지구 관리위원회 창립 3주년을 기념해 개성공단 종합지원센터를 착공하였다. 2009년 12월 18일에 준공하였고 2010년에 개장하였다. 2016년 2월 10일에 개성공단 가동이 중단됨에 따라 종합지원센터 또한 업무가 중단되었다. 2020년 6월 16일 북측이 남북공동연락사무소 건물을 폭파하면서 그 영향으로 전면부 외벽 유리가 떨어져 반파되었다.

## 내부 시설
개성공단 종합지원센터의 내부 시설이다.
| 층수       | 시설       |
| ---------- | ---------- |
| 2층 ~ 15층 | 업무시설   |
| 1층        | 로비       |
| 지하 1층   | 지하주차장 |

## 같이 보기
- 개성공업지구